# Teoria BKS
En la història de la mecànica quàntica, la teoria de Bohr-Kramers-Slater (BKS) va ser potser l'últim intent d'entendre la interacció de la matèria i la radiació electromagnètica sobre la base de l'anomenada teoria quàntica antiga, en la qual els fenòmens quàntics són tractats per imposar restriccions quàntiques al comportament descriptible clàssicament. Es va avançar el 1924 i s'adhereix a una descripció clàssica d'ones del camp electromagnètic. Potser era més un programa d'investigació que una teoria física completa, les idees que es desenvolupen no s'elaboren de manera quantitativa. :236El propòsit de la teoria BKS era desmentir la hipòtesi d'Einstein sobre el quàntic de la llum.
Un aspecte, la idea de modelar el comportament atòmic sota radiació electromagnètica incident utilitzant "oscil·ladors virtuals" a les freqüències d'absorció i emissió, en lloc de les (diferents) freqüències aparents de les òrbites de Bohr, va portar significativament a Max Born, Werner Heisenberg i Hendrik Kramers a explorar. matemàtiques que van inspirar fortament el desenvolupament posterior de la mecànica matricial, la primera forma de la mecànica quàntica moderna. La provocació de la teoria també va generar una gran discussió i una renovada atenció a les dificultats en els fonaments de l'antiga teoria quàntica. No obstant això, físicament l'element més provocador de la teoria, que l'impuls i l'energia no es conservarien necessàriament en cada interacció, però només en general, estadísticament, aviat es va demostrar que estaven en conflicte amb l'experiment.
Walther Bothe va guanyar el Premi Nobel de Física l'any 1954 per l'experiment de coincidència Bothe-Geiger que va refutar experimentalment la teoria BKS.

## Orígens
Quan Albert Einstein va introduir el quàntic de llum (fotó) el 1905, hi va haver molta resistència per part de la comunitat científica. Tanmateix, quan l'any 1923, l'efecte Compton va mostrar que els resultats es podien explicar assumint que el feix de llum es comporta com a quants de llum i que l'energia i el moment es conserven, Niels Bohr encara era resistent a la llum quantificada, fins i tot va repudiar-la en el seu Premi Nobel de 1922. Conferència. Així, Bohr va trobar una manera d'utilitzar l'enfocament d'Einstein sense utilitzar també la hipòtesi de la llum-quàntica reinterpretant els principis de conservació de l'energia i el moment com a principis estadístics. Així, va ser l'any 1924 que Bohr, Hendrik Kramers i John C. Slater van publicar una descripció provocativa de la interacció de la matèria i la interacció electromagnètica, coneguda històricament com el document BKS que combinava les transicions quàntiques i les ones electromagnètiques amb l'energia i el moment que es conservaven només en mitjana.
La idea inicial de la teoria BKS es va originar amb Slater, que va proposar a Bohr i Kramers els següents elements d'una teoria de l'emissió i absorció de radiació per part dels àtoms, a desenvolupar durant la seva estada a Copenhaguen:
1. L'emissió i absorció de radiació electromagnètica per part de la matèria es realitza d'acord amb el concepte de fotó d'Einstein;
2. Un fotó emès per un àtom és guiat per un camp electromagnètic clàssic (vegeu les idees de Louis de Broglie publicades el setembre de 1923 ) consistent en ones esfèriques, permetent així una explicació de la interferència;
3. Fins i tot quan no hi ha transicions existeix un camp clàssic al qual contribueixen tots els àtoms; aquest camp conté totes les freqüències a les quals un àtom pot emetre o absorbir un fotó, la probabilitat d'aquesta emissió està determinada per l'amplitud del component de Fourier corresponent del camp; l'aspecte probabilístic és provisional, que s'eliminarà quan es conegui millor la dinàmica de l'interior dels àtoms;
4. El camp clàssic no es produeix pels moviments reals dels electrons, sinó per "moviments amb les freqüències de possibles línies d'emissió i absorció " (que s'anomenarà "oscil·ladors virtuals ", creant un camp que també s'anomenarà "virtual").

Aquest quart punt torna a la visió original de Max Planck de la seva introducció quàntica el 1900. Planck tampoc creia que la llum estigués quantificada. Creia que un cos negre tenia oscil·ladors virtuals i que només durant les interaccions entre la llum i els oscil·ladors virtuals del cos s'havia de considerar el quàntic. Max Planck va dir el 1911:
Senyor Einstein, caldria concebre... [de] les mateixes ones de llum com a atomísticament constituïdes i, per tant, renunciar a les equacions de Maxwell. Aquest em sembla un pas que al meu entendre encara no és necessari... Crec que primer de tot s'ha d'intentar traslladar tot el problema de la teoria quàntica a l'àrea de la interacció entre la matèria i la radiació".
Independentment, Franz S. Exner també havia suggerit la validesa estadística de la conservació de l'energia amb el mateix esperit que la segona llei de la termodinàmica. Erwin Schrödinger, que va fer la seva habilitació sota la supervisió d'Exner, va donar molt suport a la teoria BKS. Schrödinger va publicar un article per oferir la seva pròpia interpretació de la interpretació estadística de BKS.